# Alfredo Bevilacqua
 Alfredo Bevilacqua, (Buenos Aires, Argentina, 20 de febrero de 1874 - ibídem, 1 de julio de 1942, cuyo nombre completo era Alfredo Alberto Bevilacqua fue un pianista, compositor y director de orquesta de tango que es reconocido como uno de los más grandes representantes de la Guardia Vieja. Según diarios de la época nació en un tren, del por entonces ferrocarril del Norte, que circulaba entre Retiro y Olivos bordeando la ribera, a la altura de la estación ubicada en el Bajo Belgrano. 
Escribió un Tratado sobre el tango, el primero que lo define y analiza con lenguaje técnico musical.

## Actividad profesional
Trabajó desde los 14 años en un corralón de maderas y luego en un comercio mayorista en tanto estudiaba piano con los maestros Ángel Ratti y Brunetti Abnicari y también aprendía el oficio de afinación de piano. En 1902 escribió Venus, su primer tango, que fue grabado en el sistema de cilindros usado en esa época, por un conjunto que él mismo dirigió. La obra, presentada como “tango brillante para piano” estaba dedicada «al amigo Amadeo Bonetti». 
Bevilacqua trabajó como pianista en diversos locales, en especial en el teatro Pasatiempo sito en la calle Paraná, al pie del Teatro Politeama, donde lo hizo desde 1895, y en los bailes del establecimiento de María La vasca, ambos en la ciudad de Buenos Aires.
En 1910, año del centenario de la Revolución de Mayo, al frente de una banda de música estrenó su tango Independencia y lo ejecutó al frente de una banda de música en la Avenida de Mayo delante del presidente Figueroa Alcorta y de la princesa Isabel de Borbón de visita en el país en representación de España para los festejos del centenario, y le regaló a la visitante la partitura de dicho tango. Otro obsequio de Bevilacqua fue la partitura del tango Emancipación al ministro chileno Cruchaga Tocornal, obra que había dedicado a la República de Chile en homenaje al centenario chileno por lo que en la partitura aparece fechado el 18 de septiembre de 1910, día patrio de ese país. 
En sus últimos años siguió con su labor de profesor y trabajó como afinador musical. Falleció el 1 de julio de 1942 en el Hospital Italiano de Buenos Aires.

## SuTratado
El nombre completo de su Tratado es Escuela de tango. Tratado teórico-práctico en español, francés e italiano y según Gobello, si bien no tiene fecha de impresión no puede ser anterior a 1914. Su autor, que lo dedicó al Jockey Club de Buenos Aires, considera que la esencia del tango es su ritmo en l'andamento y que para componerlo hay que dominar el tiempo, ser buen tiempista. Afirma que el tiempo del tango debe ser un poco menos movido que el del Schottish, que es de 72 negras por minuto en la escala metronómica, propone dividir el 2x4 en cuatro tiempos o pulsaciones y abunda en indicaciones de las que resulta que debe ser ejecutado tanguísticamnte, no académicamente. El autor presenta estudios progresivos, algunos totalmente digitados -anticipándose a Fulvio Salamanca que en sus digitaciones para la orquesta de Juan D'Arienzo digitaba las octavas para el acompañamiento, que debe seguir el ritmo de la parte cantable. Lejos de poner límites al desarrollo del tango, sostenía que una de las características del tango es la originalidad de sus figuraciones y, en definitiva, proporcionaba un punto de partida para las creaciones de los tanguistas extranjeros y de los vanguardistas locales.

## Labor como compositor
En colaboración con Antonio Polito compuso Independencia, Emancipación, Bar El Popular, Apolo, publicado en 1903 y grabado por la banda Victor en 1905; Recuerdos de La Pampa, Gran muñeca, dedicado al jockey Torterolo, El orillero (en el que también colaboró Carlos Minotti) y Monterrey (en el que también colaboró Héctor Polito). Otros de sus tangos fueron 
Minguito, hermoso tango de 1906; La criolla, Paleta de oro, Cabo cuarto, Expresión criolla,   El fogón, Marconi,  Primera junta, Reconquista, y Brisas del Sur, de 1933, su última obra.